# رحمن حاجيف
رحمن حاجيف (بالأذرية: Rəhman Xudayət oğlu Hacıyev)‏ هو لاعب كرة قدم أذربيجاني، ولد في 25 يوليو 1993 في تووز في أذربيجان. شارك مع منتخب أذربيجان تحت 17 سنة لكرة القدم ومنتخب أذربيجان تحت 21 سنة لكرة القدم ومنتخب أذربيجان لكرة القدم. أما مع النوادي، فقد لعب مع غازي عنتاب بي.بي.كي ونادي باكو ونادي نيفتشي باكو.

## وصلات خارجية
- رحمن حاجيف على موقع الاتحاد الأوربي (الإنجليزية)
- رحمن حاجيف على موقع اتحاد تركيا (لاعب) (الإنجليزية)
- رحمن حاجيف على موقع قاعدة بيانات كرة القدم.إي يو (الإنجليزية)
- رحمن حاجيف على موقع ناشيونال فوتبول تيمز (الإنجليزية)
- رحمن حاجيف على موقع Soccerway.com (الإنجليزية)
- رحمن حاجيف على موقع عالم كرة القدم.نت (الإنجليزية)